# L-阿拉伯糖醇4-脱氢酶
L-阿拉伯糖醇4-脱氢酶（EC 1.1.1.12 （页面存档备份，存于））是一种以NAD+或NADP+为受体、作用于供体CH-OH基团上的氧化还原酶，化学式为：C1831H2930O548N506S17Zn2。这种酶能催化以下酶促反应：
L-阿拉伯糖醇 + NAD+ {\displaystyle \rightleftharpoons } L-木酮糖 + NADPH + H+
L-阿拉伯糖醇4-脱氢酶主要参与戊糖和葡萄糖醛酸之间的转化过程。